# Ihtiriekko
Ihtiriekko (o Liekkiö) es un fantasma de un niño bastardo obligado a vagar por la tierra hasta que pudieran hallar a alguien que les de sepultura, en la mitología finlandesa.

## Historia
Cuando una mujer tenía un hijo bastardo, tenía que matarlo para evitar ser acusada por los sacerdotes u otras personas. La madre del niño lo enterraba fuera del cementerio y sin contar con la presencia y bendición de un sacerdote. A consecuencia de ello, el alma de niño no podía ir al cielo, convirtiéndose en un Ihtiriekko.
Se dice que estos fantasmas persiguen a los vagabundos solitarios por la noche y saltan sobre sus espaldas, exigiendo ruidosamente que los lleven al cementerio para que puedan descansar en un suelo sagrado. Se cree que son enormes y aparentemente se vuelven más pesados a medida que se acercan al cementerio, hasta el punto en que cualquier persona que lleve uno (o más) podría hundirse en el suelo. Si uno no puede llegar al cementerio, el myling mata a su víctima en un ataque de ira.

## Influencias
El fantasma Ihtiriekko ha inspirado la canción del grupo de folk metal finlandés Korpiklaani Veriset Apärät.